# Riverside (condado de Malheur)
Riverside es un área no incorporada ubicada en el condado de Malheur en el estado estadounidense de Oregón. Riverside se encuentra dentro de Ontario.

## Geografía
Riverside se encuentra ubicado en las coordenadas 43°32′30″N 118°09′33″O / 43.54167, -118.15917.